# Mosquée El Nakiri

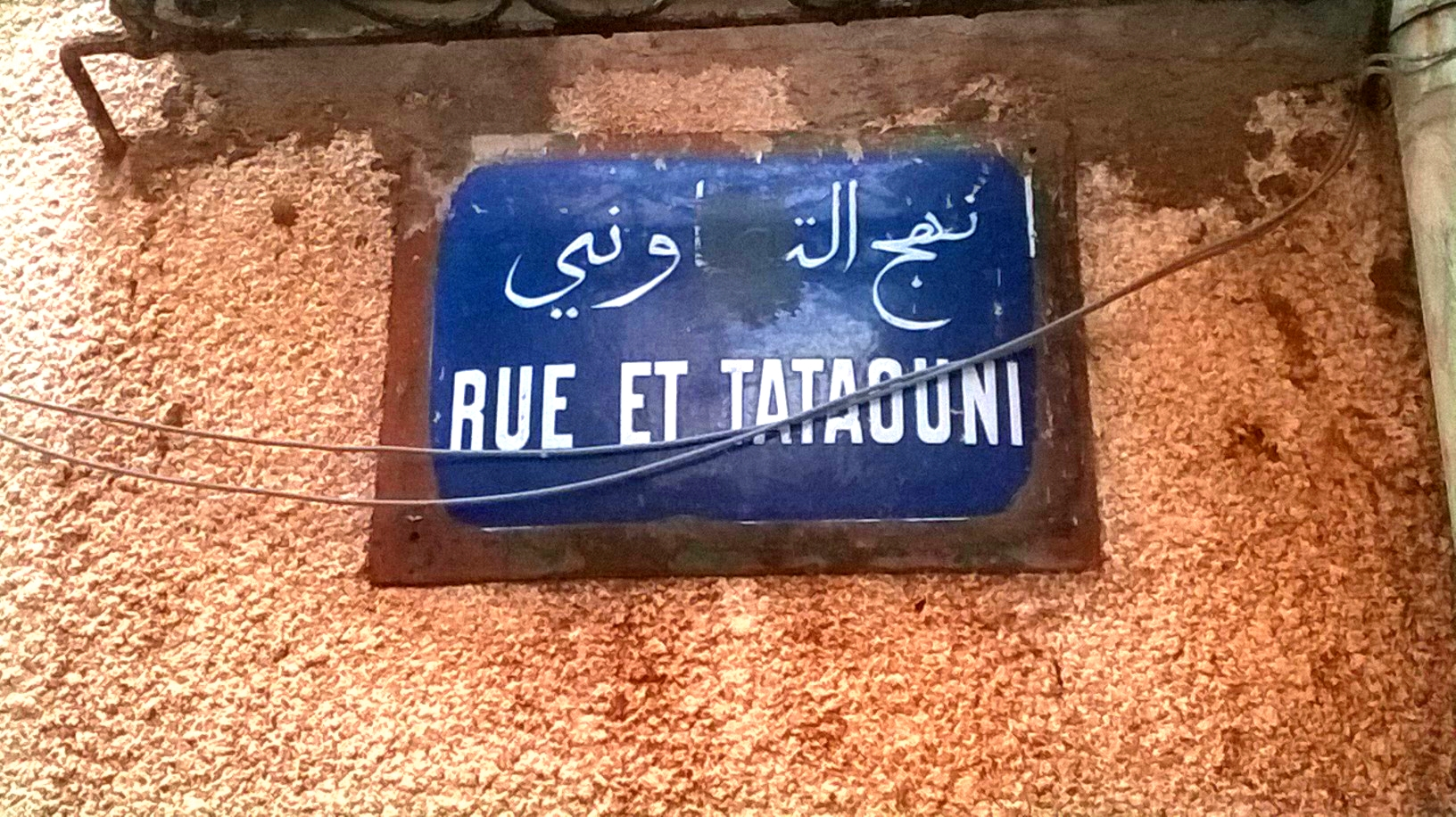
Plaque métallique indiquant la rue Etataouni

La mosquée El Nakiri (arabe : مسجد النقيري) est une ancienne mosquée tunisienne, qui n'existe plus de nos jours et qui était située au sud de la médina de Tunis.
Elle se trouvait sur la rue Etataouni, en référence à l'imam Mohamed Etataouni (arabe : محمد التطاوني), mort en 1878 (1296 de l'hégire).    